# Fritz Szepan
Fritz Szepan (Gelsenkirchen, 2 settembre 1907 – Gelsenkirchen, 14 dicembre 1974) è stato un calciatore e allenatore di calcio tedesco, di ruolo mezzapunta.

## Carriera

### Giocatore

#### Club
Fritz Szepan giocò per tutta la carriera nello Schalke 04. Lui ed il cognato Ernst Kuzorra furono la colonna portante della squadra che vinse per cinque volte il campionato tedesco fra gli anni trenta e quaranta.

#### Nazionale
Con la Nazionale tedesca esordì nel 1929.
Nel 1938, durante il primo allenamento dopo l'Anschluss, ebbe un contrasto con il compagno di squadra Josef Stroh. Costui infatti cominciò a palleggiare con varie parti del corpo, tra l'entusiasmo degli "austriaci" e provocando la reazione dello stesso Szepan, che a sua volta compì il medesimo palleggio, calciando poi la palla in direzione di Stroh, gesto questo accompagnato dagli applausi dei "tedeschi" e da un insulto rivolto al giocatore viennese.

### Allenatore
In seguito divenne allenatore e vinse il titolo nel 1955 con il Rot-Weiss Essen.

## Palmarès

### Giocatore
- Campionato tedesco: 6

Schalke 04: 1933-1934, 1934-1935, 1936-1937, 1938-1939, 1939-1940, 1941-1942
- Campionato della Vestfalia: 10

Schalke 04: 1933-1934, 1934-1935, 1935-1936, 1936-1937, 1937-1938, 1938-1939, 1939-1940, 1940-1941, 1941-1942, 1942-1943, 1943-1944
- Coppa di Germania: 1

Schalke 04: 1937

### Allenatore
- Campionato tedesco: 1

Rot-Weiss Essen: 1954-1955